# Ebenheit (Sächsische Schweiz)

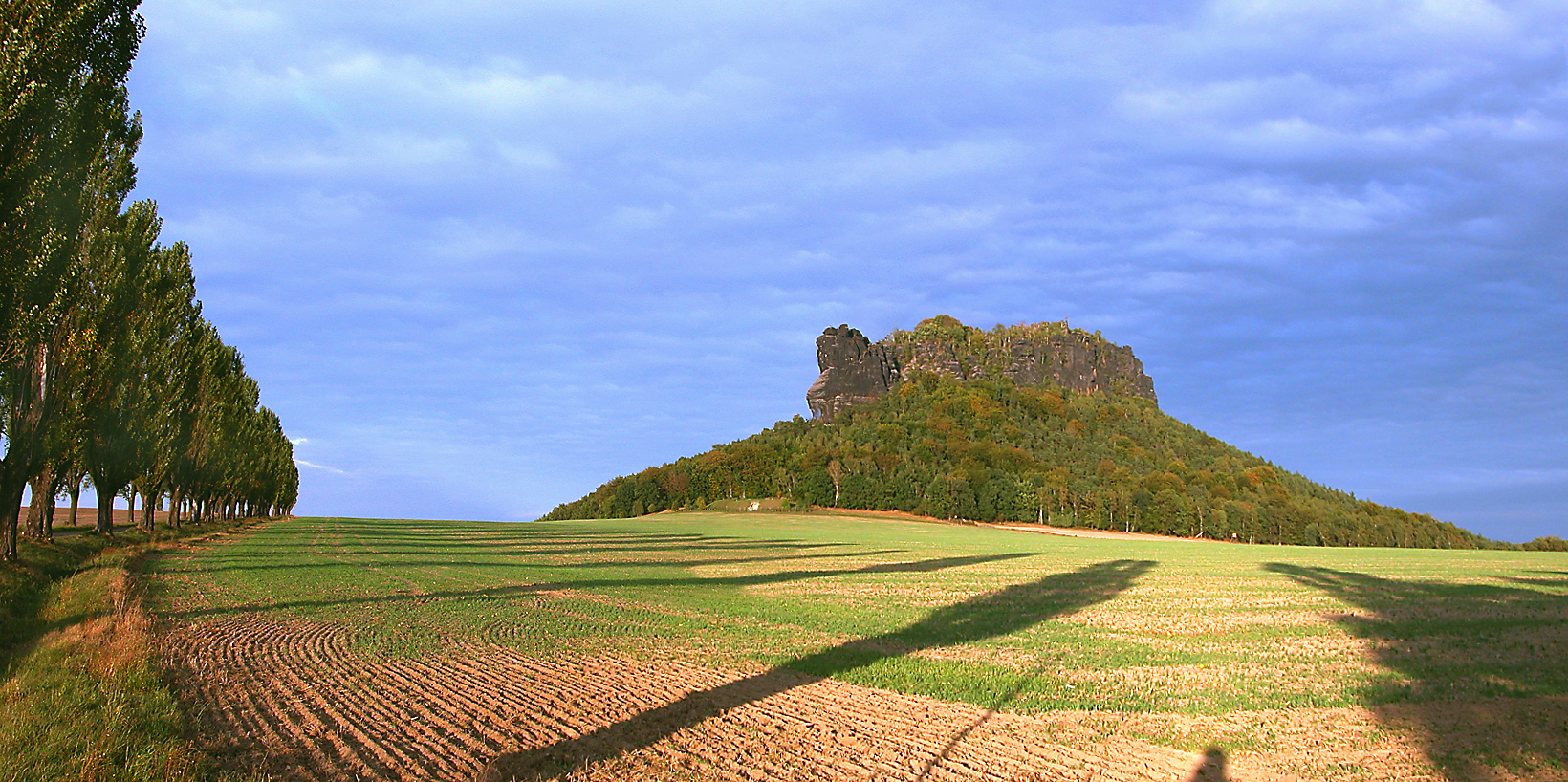
Auf der Ebenheit vor dem Lilienstein

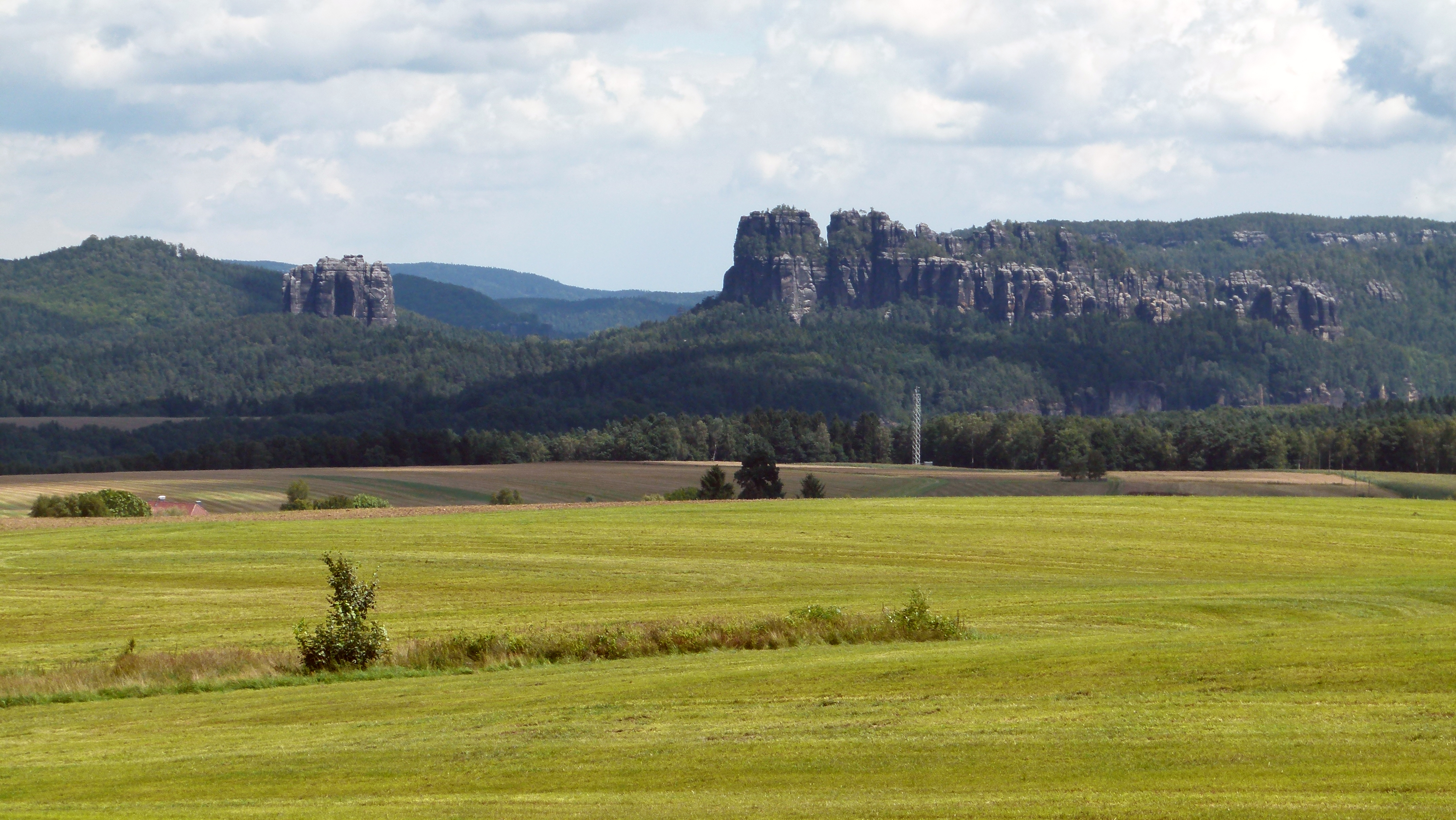
Blick von der Kleinhennersdorfer Ebenheit auf die Schrammsteine

Als Ebenheit werden im Naturraum der Sächsischen Schweiz die flachen, meist landwirtschaftlich genutzten Hochflächen über dem Elbtal bezeichnet. Ebenheiten ist eine auch in anderen Naturräumen zu findende Bezeichnung für Ebenen, in der Sächsischen Schweiz ist es jedoch eine regionstypische Bezeichnung, die auch als Ortsname oder Teil von Ortsbezeichnungen genutzt wird. Zusammen mit den über den Ebenheiten aufragenden Tafelbergen und Felsrevieren der Hinteren Sächsischen Schweiz sowie den tief eingeschnittenen Tälern der Elbe und ihrer Nebenflüsse bilden die Ebenheiten eines der drei wesentlichen Gestaltungselemente des Elbsandsteingebirges.

## Geologie
Die Ebenheiten entstanden vor allem durch die Auflagerung weichseleiszeitlicher Lössschichten auf den beidseits des Elbtals liegenden, aus dem Turonium stammenden Postelwitzer Schichten des Elbsandsteins. Der Löss bildet dabei eine Dicke von bis zu drei Metern aus. In einigen Bereichen finden sich auch Kiesmoränen und Flussschotter. Teilweise tief in die Ebenheiten eingeschnitten sind die Flusstäler, während über den Ebenheiten die Tafelberge, wie etwa der Lilienstein und der Pfaffenstein, sowie die Felsreviere der Hinteren Sächsischen Schweiz, wie etwa die Schrammsteine, aufragen. Diese tiefe Zertalung entstand während der quartären Kaltzeiten, als die Böden durch Dauerfrost keine Wasseraufnahmefähigkeit hatten und das periodisch auftretende, schnell abfließende Schmelzwasser reichlich anfallendes Frostschuttmaterial aus den Blockmeeren der Sandstein- und Basaltgipfel hinweg trug. Die damit einhergehende Erosionwirkung bewirkte eine zügige Entstehung tiefer Tallagen.
Am Nordrand des Elbsandsteingebirges bilden die sogenannten Randebenheiten den Übergang zum nördlich davon gelegenen Lausitzer Bergland entlang der in diesem Bereich relativ schwach wahrnehmbaren Lausitzer Verwerfung. Sie erreichen in diesem Bereich Höhen bis an die 400 Meter, während die Ebenheiten im engeren Bereich beidseits der Elbe Höhen von 170 bis 300 Meter erreichen.

## Nutzung und Vegetation
Durch die Lösslehmböden gehören die Ebenheiten zu den agrarwirtschaftlich fruchtbareren Teilen der Sächsischen Schweiz. Auf ihnen befinden sich daher die größeren dörflichen Siedlungen der Sächsischen Schweiz, jeweils umgeben von Wiesen und Ackerflächen. In den nicht landwirtschaftlich genutzten Bereichen finden sich vorwiegend Buchen-Eichenwälder, teilweise, so etwa auf der Struppener Ebenheit, auch Eichen-Hainbuchen-Wälder. Diese sind allerdings in vielen Bereichen forstwirtschaftlich durch Kiefern- und Fichtenwälder überprägt worden.

## Liste der Ebenheiten
Entsprechend der Einteilung der Naturräume in Sachsen gehören folgende Ebenheiten zur Sächsischen Schweiz:
- Cottaer Ebenheit
- Leupoldishainer Ebenheit
- Lohmener Ebenheit
- Papstdorfer Ebenheit
- Pirna-Krietzschwitzer Ebenheit
- Rathewalder Ebenheit
- Rathmannsdorfer Ebenheit
- Reinhardtsdorf-Schönaer Ebenheit
- Schmilkaer Ebenheit
- Struppener Ebenheit
- Waltersdorfer Ebenheit
- Wehlener Ebenheit

Darüber hinaus wird die Bezeichnung auch für die den jeweiligen Siedlungen zugehörigen Flächen genutzt, so etwa die einen Teil der Papstdorfer Ebenheit bildende Kleinhennersdorfer Ebenheit. In Ebenheit bei Struppen und Ebenheit unterhalb des Liliensteins ist die Bezeichnung der Landschaft auf die jeweiligen Siedlungen übergegangen.

## Weblink
- Der Lebensraum der Ebenheiten auf den Seiten des Nationalparks Sächsische Schweiz